# Walter Hill

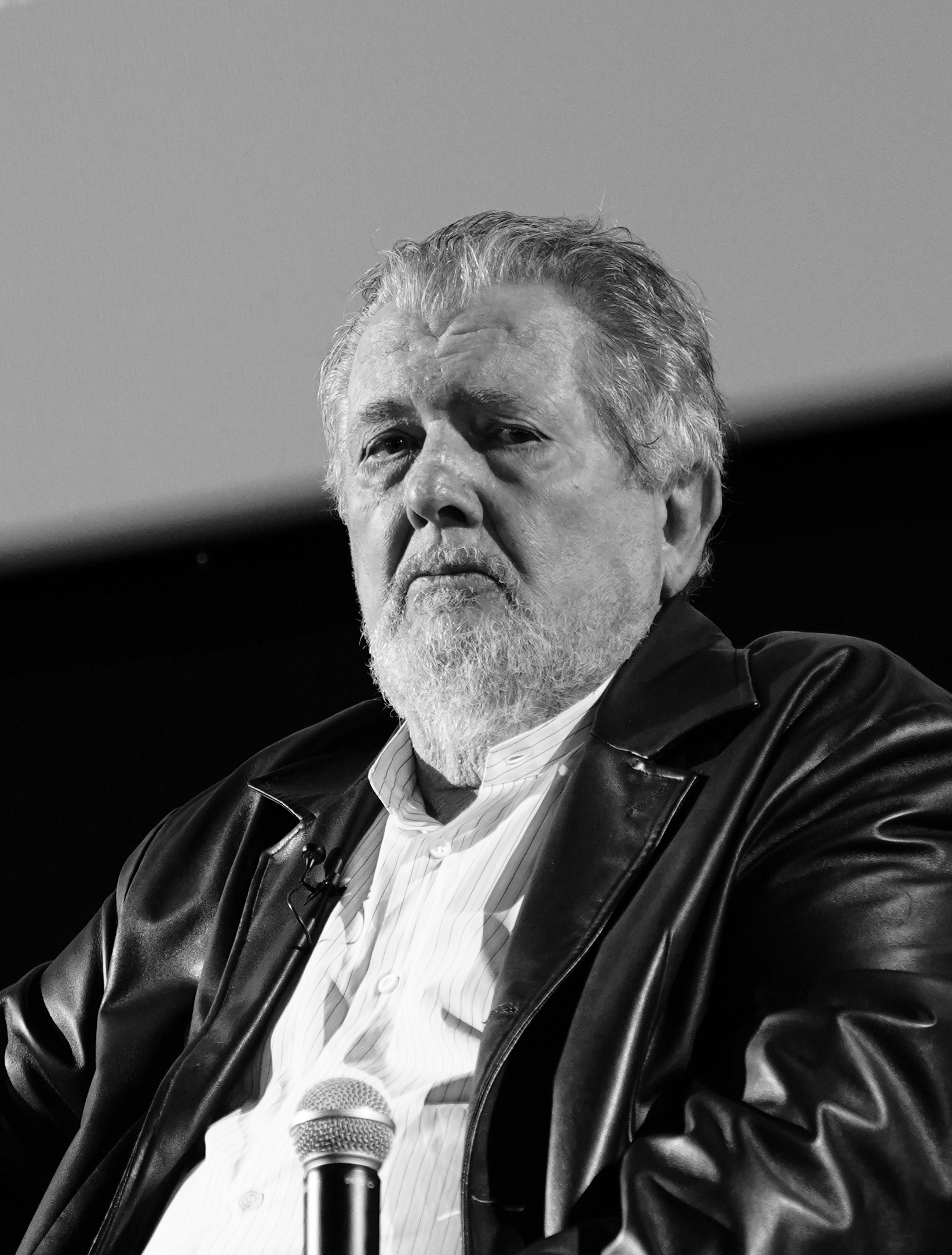
Walter Hill bei Reims Polar (2022)

Walter Hill (* 10. Januar 1942 in Long Beach, Kalifornien) ist ein US-amerikanischer Filmregisseur und Drehbuchautor. Seine größten Erfolge konnte er in den 1980er Jahren als Regisseur von Actionfilmen verbuchen.

## Leben und Werk
Hill studierte Geschichte und Literatur an der Michigan State University. Im Anschluss daran schrieb er sich bei der Directors Guild of America (Gewerkschaft der US-Regisseure) ein und verdiente sich gleich seinen Lebensunterhalt als Regieassistent bei Thomas Crown ist nicht zu fassen, Bullitt und Woody, der Unglücksrabe.
Während seiner Zeit als Assistent schrieb er die Drehbücher für die Filme Webster ist nicht zu fassen, Getaway von Sam Peckinpah, Magnum Heat, John Hustons Der Mackintosh-Mann und Unter Wasser stirbt man nicht.
Der Film Ein stahlharter Mann entstand nach einem eigenen Drehbuch Hills und kam bei den Kritikern sehr gut an. Im Anschluss kamen die Filme Driver und der Actionfilm Die Warriors aus dem Jahr 1979, welche längst zu Kultfilmen avanciert sind.
Seine Vorliebe für Western drückte er mit Filmen wie Geronimo – Eine Legende, Wild Bill und Last Man Standing aus. Auch das Filmdrama Die letzten Amerikaner und Ausgelöscht folgen den Regeln des Genres. 1981 entstand sein bislang erfolgreichster Film Nur 48 Stunden, mit dem Eddie Murphy sein Kinodebüt feierte. 1990 folgte mit Und wieder 48 Stunden eine Fortsetzung, die fast doppelt so viel einspielte wie der erste Teil.
Weitere Hits gelangen Hill mit den Actionfilmen Red Heat und Johnny Handsome – Der schöne Johnny.
Immer wieder war er jedoch auch an Misserfolgen beteiligt. Der von ihm mitproduzierte Film Blue City wurde 1987 in fünf Kategorien für die Goldene Himbeere nominiert, unter anderem auch als Schlechtester Film. Für seine kurzzeitige Beteiligung an dem Film Supernova legte er sich gar einen Alias-Namen zu.
2002 folgte mit Undisputed – Sieg ohne Ruhm sein für rund zehn Jahre letzter Kinofilm. Daneben entstanden mehrere Folgen von Fernsehserien, darunter die Western-Fernsehserie Deadwood und die Miniserie Broken Trail. 2013 inszenierte er mit Shootout – Keine Gnade einen weiteren Actionfilm, vier Jahre später wurde The Assignment veröffentlicht. 2022 veröffentlichte er den Western Dead for a Dollar.
Walter Hill schrieb aber nicht nur für viele seiner Filme die Drehbücher, zusammen mit seinem Partner David Giler produzierte er mit der Alien-Reihe einen Meilenstein der Filmgeschichte, Alien (1979) sowie dessen Fortsetzungen Aliens – Die Rückkehr, Alien³, Alien – Die Wiedergeburt und Alien vs. Predator. Außerdem produzierte er den ursprünglich als Prequel zum Film Alien gedachten Film Prometheus – Dunkle Zeichen und dessen Nachfolger Alien: Covenant sowie den zwischen Alien und Aliens – Die Rückkehr spielenden Ableger Alien: Romulus.

## Filmografie (Auswahl)

### Regie
- 1975: Ein stahlharter Mann (Hard Times)
- 1978: Driver (The Driver)
- 1979: Die Warriors (The Warriors)
- 1980: Long Riders
- 1981: Die letzten Amerikaner (Southern Comfort)
- 1982: Nur 48 Stunden (48 Hrs.)
- 1984: Straßen in Flammen (Streets of Fire)
- 1985: Zum Teufel mit den Kohlen (Brewster’s Millions)
- 1986: Crossroads – Pakt mit dem Teufel (Crossroads)
- 1987: Ausgelöscht (Extreme Prejudice)
- 1988: Red Heat
- 1989: Johnny Handsome – Der schöne Johnny (Johnny Handsome)
- 1990: Und wieder 48 Stunden (Another 48 Hrs.)
- 1992: Trespass
- 1993: Geronimo – Eine Legende (Geronimo: An American Legend)
- 1995: Wild Bill
- 1996: Last Man Standing
- 1997: Perversions of Science (Fernsehserie)
- 2000: Supernova
- 2002: Undisputed – Sieg ohne Ruhm (Undisputed)
- 2004: Deadwood (Fernsehserie)
- 2006: Broken Trail (Miniserie)
- 2012: Shootout – Keine Gnade (Bullet to the Head)
- 2016: The Assignment
- 2022: Dead for a Dollar

### Produktion
- 1979: Alien – Das unheimliche Wesen aus einer fremden Welt (Alien)
- 1986: Blue City
- 1992: Alien 3 (Alien³)
- 1996: Last Man Standing
- 1997: Alien – Die Wiedergeburt (Alien: Resurrection)
- 2004: Alien vs. Predator
- 2007: Aliens vs. Predator 2 (Aliens vs. Predator: Requiem)
- 2012: Prometheus – Dunkle Zeichen (Prometheus)
- 2017: Alien: Covenant
- 2024: Alien: Romulus

### Drehbuch
- 1972: Magnum Heat (Hickey & Boggs)
- 1972: Getaway (The Getaway)
- 1973: Webster ist nicht zu fassen (The Thief Who Came to Dinner)
- 1973: Der Mackintosh-Mann (The MacKintosh Man)
- 1975: Unter Wasser stirbt man nicht (The Drowning Pool)
- 1975: Ein stahlharter Mann (Hard Times)
- 1977: Dog and Cat (Fernsehfilm)
- 1977: Dog and Cat (Fernsehserie)
- 1986: Aliens – Die Rückkehr (Aliens) (als Storywriter)
- 1992: Alien 3 (Alien³)
- 1994: Getaway
- 2012: Shootout – Keine Gnade (Bullet to the Head)
- 2016: The Assignment
- 2022: Dead for a Dollar